# Volar sense por
Volar sense por (títol original en anglès, Northern Comfort) és una pel·lícula de comèdia del 2023 dirigida per Hafsteinn Gunnar Sigurðsson en el seu debut en anglès. Coescrit pel director amb Halldór Laxness Halldórsson i Tobias Munthe, la pel·lícula és protagonitzada per Timothy Spall i Lydia Leonard. Es va estrenar al festival de cinema de South by Southwest el març de 2023. S'ha doblat i subtitulat al català.

## Repartiment
- Timothy Spall com a Edward
- Lydia Leonard com a Sarah
- Ella Rumpf com a Coco
- Sverrir Gudnason com a Alphons
- Simon Manyonda com a Charles
- Björn Hlynur Haraldsson com a Dries
- Rob Delaney com a Ralph
- Emun Elliot com a Tom
- Gina Bramhill

## Producció
Sigurðsson va dir a Deadline Hollywood que es va inspirar per escriure la pel·lícula sobre els participants en un curs de por de volar després d'"escoltar sobre aquests cursos perquè hi havia algú proper a mi que tenia aquest problema. Em va semblar força fascinant i vaig voler utilitzar-lo com a vehicle o metàfora per fer una pel·lícula com una comèdia existencial sobre grans temes, com la por, la mort i la vida". Sigurðsson va escriure el guió amb Halldor Laxness Halldorsson i Tobias Munthe. Els productors van ser Grimar Jonsson a través de Netop Films, amb Mike Goodridge de Good Chaos i Sol Bondy i Fred Burle de One Two Films com a coproductors. El rodatge principal va tenir lloc de gener a març de 2022. Els llocs de gravació van incloure Mývatn, Reykjavík, el Regne Unit i França.

## Estrena
Charades va gestionar les vendes mundials amb Film4 ocupant-se dels drets de televisió gratuïts del Regne Unit i Scanbox amb els drets nòrdics precomprats. El film es va estrenar al festival South by Southwest d'Austin el 12 de març de 2023. La pel·lícula estarà disponible a Scanbox a Escandinàvia, Weltkino a Alemanya i Netflix al Regne Unit el 12 de febrer de 2024.